# Emulzió

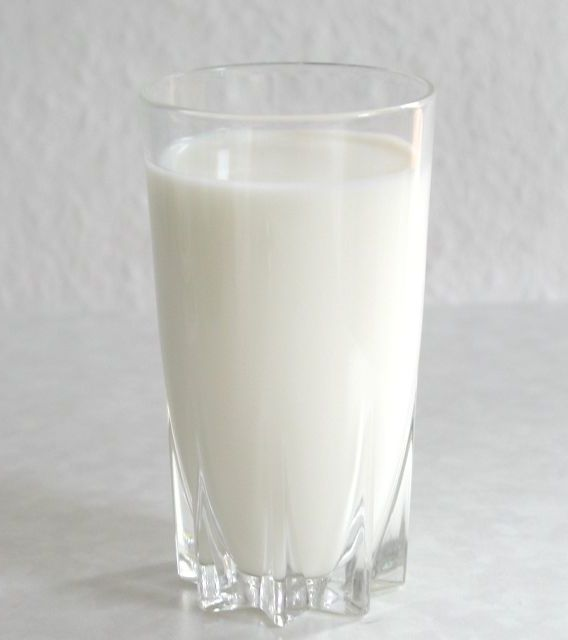
Példa az emulzióra: tej

Az emulzió olyan kolloid, amelyben egy folyadék részecskéit oszlatjuk szét egy másik folyadékban, amelyben nem oldódik. Emulzió például a majonéz. Ha kiöntjük egy tálba és otthagyjuk egy időre, akkor nem válik szét a két oldat.
Az elnevezés a latin emulgeo szóból származik, azt jelenti: fejni, ugyanis a tej is emulziónak tekinthető.

## Szétválasztása
Az emulziók szétválasztására több módszer is található:
- Desztillálás: Lehetséges, hogy a többi alkotóelem rongálódik.
- Centrifugálás: Egy fiolába beleöntjük az emulziót és azt egy forgó motorra helyezzük. Az anyag körbe-körbe forog, ezért a centrifugális erő a nehezebb összetevőt szétválasztja és a fiola végébe megy.
- Emulgeátor: Egy olyan gép, ami elektromossággal szétválasztja az emulziót.